# Betta spilotogena
Betta spilotogena је зракоперка из реда Perciformes и породице Osphronemidae. 

## Угроженост
Ова врста је крајње угрожена и у великој опасности од изумирања.

## Распрострањење
Ареал врсте је ограничен на једну државу. Индонезија је једино познато природно станиште врсте.

## Станиште
Станиште врсте су слатководна подручја.